# Промова Русина
Промова Русина («Concio Ruthena») — білоруський анонімний сатиричний твір антирелігійної спрямованості першої половини XVIII століття. Включена до рукописної збірки творів білоруською, латинською та польською мовами (наприклад, 1711-1741 років). Написана латинкою білоруською розмовною мовою.
В основі твору — розповідь про будову Всесвіту, який уявляється автору у вигляді жорен, де Бог «шліфує» людей. «Промова» критикує тогочасну реальність, несправедливий поділ матеріальних благ, визкриває релігійні догми та віру в божественну справедливість. У творі відчувається релігійне вільнодумство та барокова алегорія. Можливо, він належить автору «Другої промови Русина про народження Христа»